# Ієн Пейс
Ієн Андерсон Пейс (англ. Ian Anderson Paice, 29 червня 1948, Ноттінгем, Англія) — британський барабанщик-віртуоз. Найбільш відомий участю в гурті Deep Purple. Єдиний, хто грав в усіх складах гурту, та єдиний оригінальний учасник колективу.

## Біографія
Дитячі роки Ієна Пейса пройшли в Ноттінгемі та Бістері (графство Оксфордшир), куди переїхала його родина. В ранній юності його більше цікавила скрипка, але в 15 років він переключився на ударні: «…Врешті-решт я купив ударну установку за 32 фунти та почав акомпанувати батькові-піаністові, який грав вальси та квікстепи. Пріснувата була музика, але — як-ніяк, а все ж початок».
Незабаром Пейс увійшов до складу оксфордширського гурту Georgie and the Rave Ons, який пізніше став називатися The Shindigs. Він пішов з нього, щоб долучитися до MI5 — гурту, пізніше перейменованого в The Maze. Сильно вплинули на усю подальшу творчість Пейса джазові музыканти: Джин Крупа, Бадді Річ та інші. Він став одним з перших барабанщиків хард-року, що зумів внести в свій стиль елементи свінгової та джазової техніки.

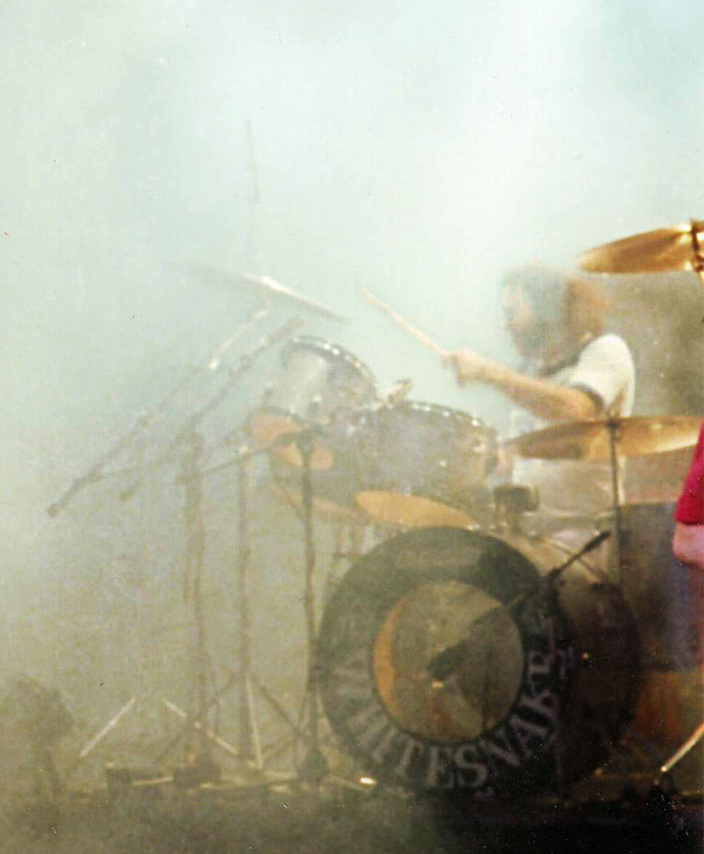
Пейс в Whitesnake. 1981 рік

Після розпуску Deep Purple Ієн Пейс стає учасником нового супергурту Paice, Ashton & Lord в 1976 році. Гурт, у склад якого входили також вокаліст та клавішник Тоні Ештон, органіст Джон Лорд, гітарист/вокаліст Берні Марсден та басист Пол Мартінес записали один альбом, Malice In Wonderland, і відіграли тільки п'ять концертів. ТонІ Ештон любив грати концерти в маленьких клубах. В 1977 році гурт розпався під час запису другого альбому.
В 1979 році Девід Ковердейл попросив Ієна Пэйса долучитися до Whitesnake для туру Японією та запису альбому Lovehunter. Пейс залишився учасником гурту протягом трьох наступних років. Він з'явився на альбомах Ready an' Willing (1980), Live...in the Heart of the City (1980), Come an' Get It (1981) та Saints & Sinners (1982). Через музичні розбіжності з Ковердейлом Пейс залишає гурт Whitesnake в 1982 році.
В листопаді 1982 року Ієн Пейс долучився до Гері Мура для запису альбому «Corridors of Power». ПІсля цього Пейсові було запропоновано увійти до складу Gary Moore Band. Співпраця Пейса з Муром тривала до квітня 1984 року, коли сталося відродження Deep Purple.
Наприкінці 1980-х років Пейс брав участь у сесійній праці з Пітом Йорком та Джорджем Гаррісоном. В 1999 році Пол МакКартні запросив Пейса на запис свого альбому «Run Devil Run», після чого відбулась серія спільних концертів, що увінчалася виступом 14 грудня 1999 року в ліверпульському клубі «The Cavern».
17 вересня 2000 року в австрійському місті Гмунден Ієн Пейс разом з найкращими барабанщиками світу виступив на фестивалі «Superdrumming 2000».

### Приватне життя
Ієн Пейс одружений, у нього троє дітей: Джеймс, Еммі та Келлі. Його жінка Джекі — сестра-близнючка Вікі Лорд, жінки Джона Лорда, товариша Пейса по Deep Purple. Характерною рисою стилю Пейса є затемнені окуляри, які майже завжди синього (іноді також зеленого або пурпурового) кольору.

## Дискографія

### The Shindigs
- 1965 One Little Letter/What You Gonna Do (SP, UK)
- 1965 A Little While Back/Why Say Goodbye (SP, UK)

### MI5 & The Maze
- 1966 You'll Never Stop Me Loving You/Only Time Will Tell (SP, UK)
- 1966 Hello Stranger/Telephone (SP, UK)
- 1967 Aria Del Sud/Non Fatemio Odiare (SP, Italy)
- 1967 Harlem Shuffle/What Now/The Trap/I'm So Glad (EP, France)
- 1967 Catteri, Catteri/Easy Street (SP, UK)

### Deep Purple
- 1968 Shades of Deep Purple
- 1968 The Book of Taliesyn
- 1969 Deep Purple
- 1969 Concerto for Group and Orchestra
- 1970 In Rock
- 1971 Fireball
- 1972 Machine Head
- 1972 Made in Japan
- 1973 Who Do We Think We Are
- 1974 Burn
- 1974 Stormbringer
- 1975 Come Taste the Band
- 1976 Made in Europe
- 1977 Last Concert in Japan
- 1984 Perfect Strangers
- 1987 The House of Blue Light
- 1988 Nobody's Perfect
- 1990 Slaves & Masters
- 1993 The Battle Rages On
- 1994 Come Hell or High Water
- 1996 Purpendicular
- 1997 Live at the Olympia '96
- 1998 Abandon
- 1999 Total Abandon
- 2000 In Concert with the London Symphony Orchestra
- 2001 Live at the Rotterdam Ahoy
- 2003 Bananas
- 2005 Rapture of the Deep
- 2007 They All Came Down to Montreux
- 2013 Now What?!
- 2017 Infinite

### Whitesnake
- 1980 Ready an' Willing
- 1980 Live...in the Heart of the City
- 1981 Come an' Get It
- 1982 Saints & Sinners
- 2004 The Early Years (сборник)

### Gary Moore Band
- 1982 Corridors of Power
- 1982 Live at the Marquee (EP)
- 1983 Falling in Love with You (EP)
- 1983 Rockin' Every Night - Live in Japan (в Европе вышел в 1986 году)
- 1983 Victims of the Future
- 1984 We Want Moore!

### Сольно
- 2002 Not for the Pro's (DVD+CD)
- 2005 Chad Smith & Ian Paice — Live Performances, Interviews, Tech Talk and Soundcheck (DVD)
- 2006 Modern Drummer Festival 2005 (DVD)
- 2007 Ian Paice and Friends Live In Reading 2006 (DVD)
- 2007 Ian Paice and Lee Joe Band — Live In Belgorod 2007, Interview (DVD)